# 韦尔河畔卡于扎克
韦尔河畔卡于扎克（法語：Cahuzac-sur-Vère，法語發音：[ka.yzak syʁ vɛʁ]）是法国奧克西塔尼大區塔恩省的一个市镇，属于阿尔比区。

## 地理
韦尔河畔卡于扎克（43°58'59"N, 1°54'39"E）面积30.58 平方千米，位于法国奧克西塔尼大區塔恩省，该省份为法国南部内陆省份，北起顺时针与阿韦龙省、埃罗省、奥德省、上加龙省和塔恩-加龙省接壤。
与韦尔河畔卡于扎克接壤的市镇（或旧市镇、城区）包括：阿洛、昂迪亚克、布罗兹、卡斯泰尔诺-德蒙米拉勒、塞斯泰罗尔、多纳扎克、费萨克、弗罗塞耶、加亚克、卢贝尔、蒙泰尔、瑟努亚克、勒韦尔迪耶、维约。

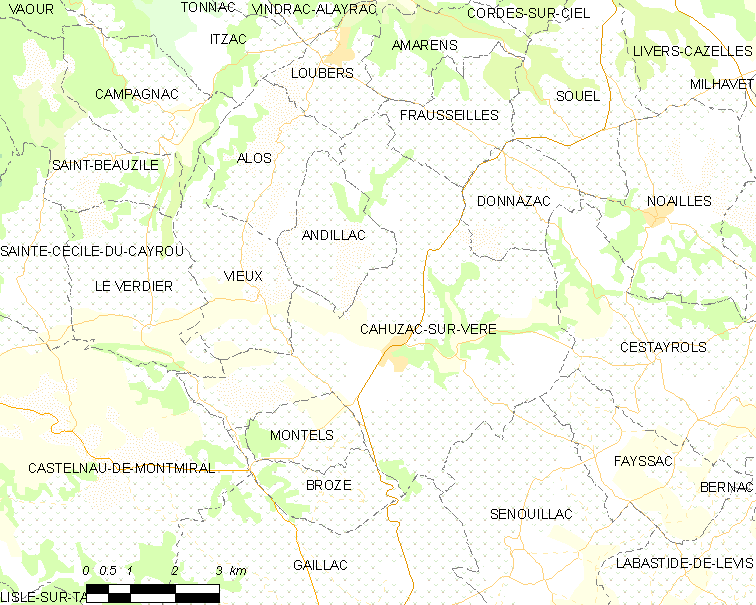
韦尔河畔卡于扎克的OSM定位图

韦尔河畔卡于扎克的时区为UTC+01:00、UTC+02:00（夏令时）。

## 行政
韦尔河畔卡于扎克的邮政编码为81140，INSEE市镇编码为81051。

## 政治
韦尔河畔卡于扎克所属的省级选区为葡萄园与城堡庄园县。

## 人口

1962-2008年间韦尔河畔卡于扎克人口变化图示

韦尔河畔卡于扎克于2022年1月1日时的人口数量为1214人。